# Station Rokitki Tczewskie
Station Rokitki Tczewskie is een spoorwegstation in de Poolse plaats Rokitki.